# IC 2710
IC 2710 је појединачна звијезда у сазвјежђу Лав која се налази на листи објеката дубоког неба у Индекс каталогу.
Деклинација објекта је + 13° 34' 2" а ректасцензија 11h 18m 44,4s.